# 조선친선협회
조선친선협회(朝鮮親善協會, 영어: Korean Friendship Association, 스페인어: Asociación Coreana de Amistad)는 2000년 8월 8일 스페인의 알레한드로 페레스에 의해 설립된 스페인의 단체이다. 조선민주주의인민공화국에 우호적인 입장을 표명하고 있으며 주체사상의 해외 전파를 주요 업무로 한다.
스페인, 미국, 노르웨이, 캐나다, 브라질, 러시아, 중화인민공화국, 스위스, 독일, 이탈리아, 벨기에, 터키, 이스라엘, 폴란드 등 28개국에 대표부를 두고 있으며 120개국에 12,000명에 달하는 회원을 보유하고 있다.

## 같이 보기
- 조선민주주의인민공화국의 정치
- 조선민주주의인민공화국의 선전
- 공공외교
- 재일본조선인총련합회
- 영국 문화원